# The Big Shakedown
Pour plus de détails, voir Fiche technique et Distribution.
The Big Shakedown est un film américain réalisé par John Francis Dillon, sorti en 1934.
C’est le dernier film de Dillon, qui meurt au printemps 1934 d'un infarctus.

## Synopsis
Jimmy Morrell (Charles Farrell) et Norma Nelson (Bette Davis) projettent de se marier dès que leur pharmacie de quartier commencera à dégager des bénéfices. L'opportunité se présente lorsque l'ancien bootlegger Dutch Barnes (Ricardo Cortez) propose à Jimmy de contrefaire dentifrices et cosmétiques de marque à moindre coût, avant de les revendre dans des bouteilles et des flacons de sociétés pharmaceutiques réputées pour des prix abordables. Lorsque Dutch lui demande de copier la formule d'une marque réputée d'antiseptique, Jimmy refuse, se prétendant incapable d'obtenir un ingrédient clé mais lorsque Dutch lui offre un bonus suffisamment important pour permettre à Jimmy d'épouser Norma, il accepte.
L'ex-petite amie de Dutch, Lily Duran (Glenda Farrell), jalouse de ses attentions envers une autre femme, alerte la société d’antiseptique de la tromperie ; pour cette raison, Dutch l’assassine. Sans son témoin clé, la société est obligée d'abandonner les poursuites entamées contre Jimmy. Désormais redevable à Dutch, Jimmy est contraint de fabriquer de la digitaline contrefaite ; Norma s’en voit administrée pendant l'accouchement, ce qui lui vaut de perdre le bébé.
Jimmy cherche à se venger de Dutch, mais avant qu'il ne puisse atteindre son objectif, Sheffner (Henry O'Neill), qui a conçu l'antiseptique fabriqué par Jimmy, tire sur Dutch. Jimmy avoue tout au procureur de district et est disculpé, lui permettant ainsi qu'à Norma de reprendre le cours de leur vie.

## Fiche technique
- Titre original : The Big Shakedown
- Réalisation : John Francis Dillon
- Scénario : Niven Busch et Rian James d'après l'histoire Cut Rate de Niven Busch et Samuel G. Engel
- Production : Samuel Bischoff (non crédité)
- Société de production : First National Pictures
- Société de distribution : First National Pictures et Warner Bros. Pictures
- Musique : Bernhard Kaun (non crédité)
- Photographie : Sidney Hickox
- Montage : Thomas Richards et James Gibbon (non crédité)
- Direction artistique : John Hughes
- Costumes : Orry-Kelly
- Pays d'origine : États-Unis
- Langue : anglais
- Format : Noir et blanc - 35 mm - 1,37:1 - Son : Mono
- Genre : Film policier
- Durée : 64 minutes
- Date de sortie :
  - États-Unis : 6 janvier 1934

## Distribution
- Charles Farrell : Jimmy Morrell
- Bette Davis : Norma Nelson
- Ricardo Cortez : Dutch Barnes
- Glenda Farrell : Lily Duran
- Allen Jenkins : Lefty
- Henry O'Neill : Sheffner
- Dewey Robinson : Slim
- John Wray : Higgins
- Philip Faversham : John
- Robert Emmett O'Connor : Regan
- Renee Whitney : Mae LaRue
- G. Pat Collins : Gyp
- Adrian Morris : Trigger
- Ben Hendricks Jr. : Spike
- George Cooper : Shorty